# Hydra cauliculata
Hydra cauliculata is een hydroïdpoliep uit de familie Hydridae. De poliep komt uit het geslacht Hydra. Hydra cauliculata werd in 1938 voor het eerst wetenschappelijk beschreven door Hyman. 